# Cyclopecten distinctus
Cyclopecten distinctus is een tweekleppigensoort uit de familie van de Propeamussiidae. De wetenschappelijke naam van de soort is voor het eerst geldig gepubliceerd in 1885 door Smith.